# Хасимото, Рики
Шикара Хасимото, более известный как Рики Хасимото — японский актёр и бейсболист.
Хашимото играл в бейсбол за команду Mainichi Orions в 1950-х годах. Он был вынужден уйти из спорта в 1958 году после травмы, а затем начал актёрскую карьеру, присоединившись к Deiei Studios.
Как актёр он наиболее известен своими ролями Даймаджина в кинотрилогии 1960-х годов и Хироши Судзуки в фильме 1972 года "Кулак ярости ", в котором он снялся вместе с мастером боевых искусств Брюсом Ли .
Бывший японский бейсболист и актёр Чикара Хашимото скончался 11 октября 2017 года в возрасте 83 лет.